# Lindia gravitata
Lindia gravitata is een raderdiertjessoort uit de familie Lindiidae. De wetenschappelijke naam van deze soort is voor het eerst geldig gepubliceerd in 1905 door Lie-Pettersen.